# 都区内パス

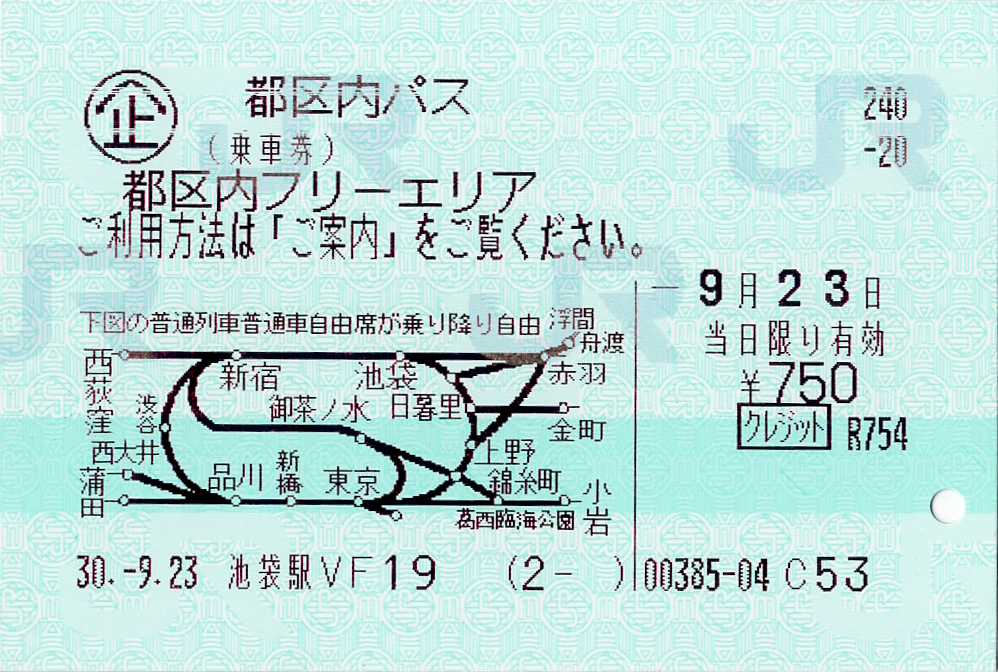
都区内パス（マルス端末で発券）

都区内パス（とくないパス）は、東日本旅客鉄道（JR東日本）の鉄道路線の内東京都区内が乗り降り自由となる特別企画乗車券である。
本項目では国鉄時代に発売されていた国電フリー乗車券、2013年まで発売されていた都区内フリーきっぷ、都区内・りんかいフリーきっぷ等についても併記する。

## 概要

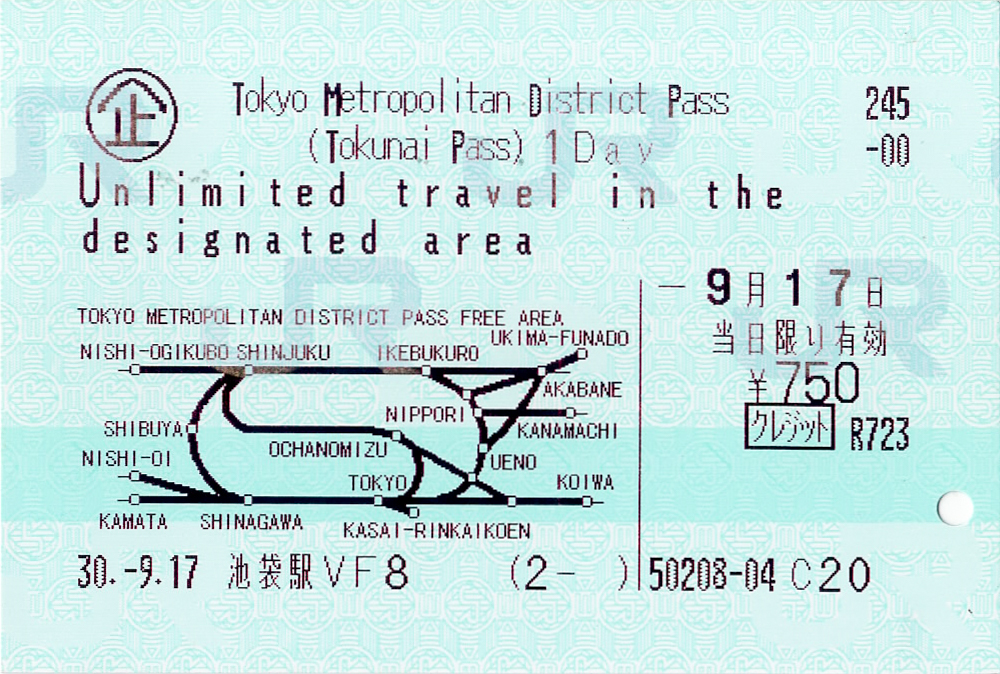
都区内パス 英語版

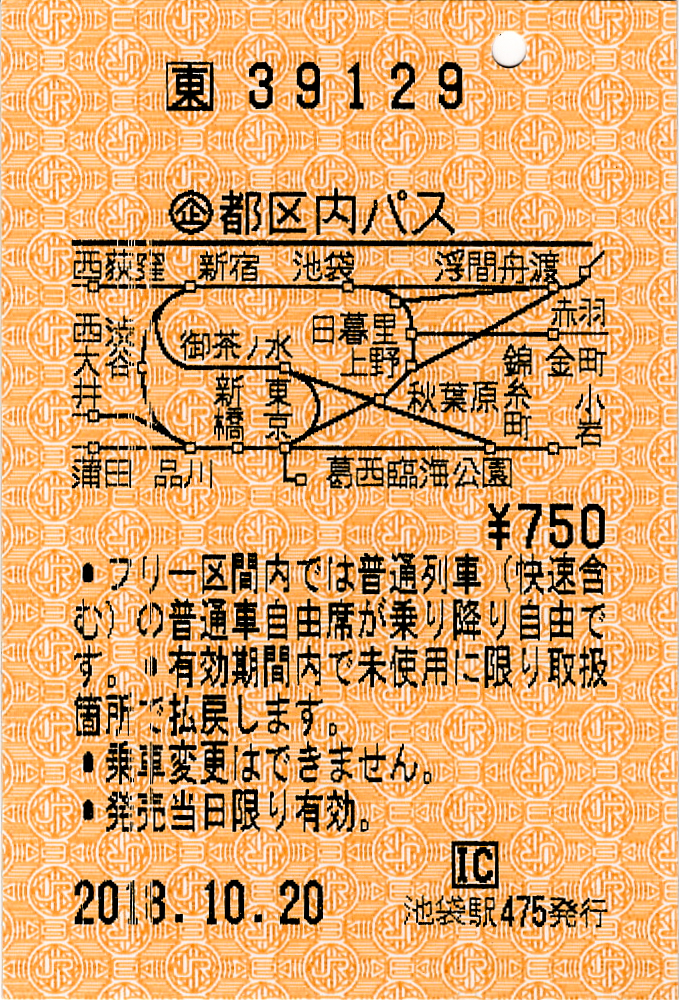
都区内パス 　自動券売機発券

「都区内パス」は、東京都区内（東京都23区と同じ範囲内）のJR東日本在来線の普通列車の普通車自由席が1日間乗り降り自由となる乗車券である。磁気券型に加え、交通系ICカードのSuicaに搭載して使用するSuica型、モバイルSuicaに搭載して使用するモバイルSuica型の3つの形式がある。発売箇所は以下のとおりである。
- 磁気券型
  - JR東日本の東京都区内各駅の自動券売機・指定席券売機および主な旅行会社[注 2]

指定席券売機発売分については、英語表記の発券も可能である。
- Suica型
  - JR東日本の東京都区内各駅の指定席券売機

英語表記の発券も可能である。
新規のSuicaと同時購入する場合は、多機能券売機で購入する必要がある[1]。
- モバイルSuica型
  - モバイルSuicaアプリ

価格は760円である。そのため、片道380円を超える駅間を単純に往復する場合も、「都区内パス」を購入したほうが安い上に23区内他駅でも乗下車できる点で有利である。
別途料金券（特急券・グリーン券等）を追加することで、それらの列車・設備を利用することができる。新幹線はフリーエリアに含まれないため、一切の利用はできない。
磁気券・Suica型では、指定席券売機では使用日を購入日当日から1ヶ月後までのいずれか1日を指定することができるが、指定席券売機以外の券売機発売分、およびモバイルSuicaでの使用日は、購入日当日のみとなる。
有効期限内でかつ使用開始前であれば、使用日の変更が1回のみ可能である。ただし、モバイルSuica型では使用日の変更ができない。
Suica型は2019年9月1日から、モバイルSuica型は2022年3月12日から発売開始された。
2019年9月30日乗車分までは特急券を追加することで新幹線が利用可能であったが、翌10月1日乗車分からは利用できなくなった。
2022年3月以降は原則としてみどりの窓口での発売を終了しているが、使用開始日の変更手続きや払い戻しに関しては、引き続きエリア内の窓口で受け付けている。

### 発売終了
「都区内フリーきっぷ」は、都区内パスの機能に発駅からの一往復の割引乗車券機能が加わったもので、都区内を除く東京駅からおよそ50km圏内の電車特定区間内に発駅設定されていた。「都区内・りんかいフリーきっぷ」は、東京駅から51 - 100km程度に発駅設定され、一往復の割引乗車券機能とJR東日本線東京都区内、東京臨海高速鉄道りんかい線全線と東京モノレール羽田空港線の一部区間が2日間乗り降り自由となる乗車券であった。
いずれも求心力の強い東京（都区内）へ日帰りできる地域に設定されており、乗車券を購入する手間が1度で済み、都区内で何度下車しても運賃が変わらないその利便性・経済性から、東京への通勤・通学定期券を持たない人々に多用されてきた。「都区内フリーきっぷ」・「都区内・りんかいフリーきっぷ」とその派生乗車券は2013年に全廃された。

## 沿革

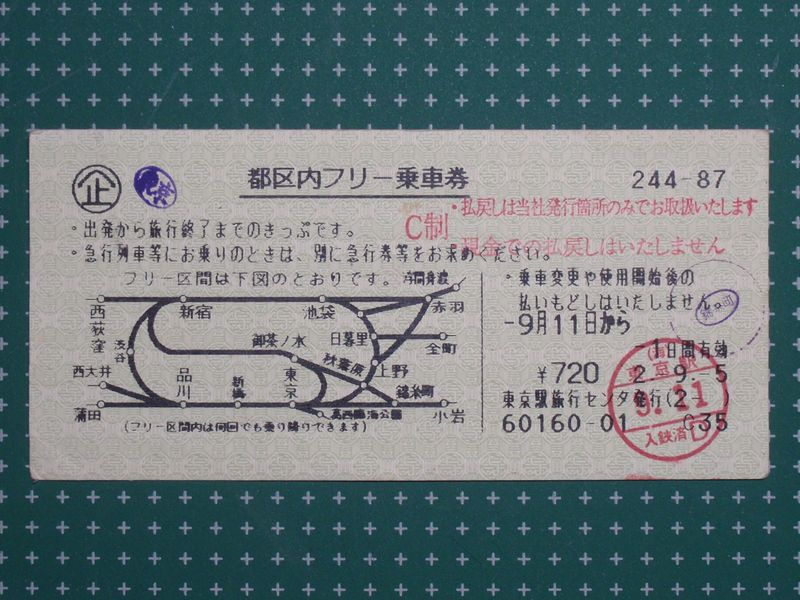
1990年頃の都区内フリー乗車券（マルス端末で発券）

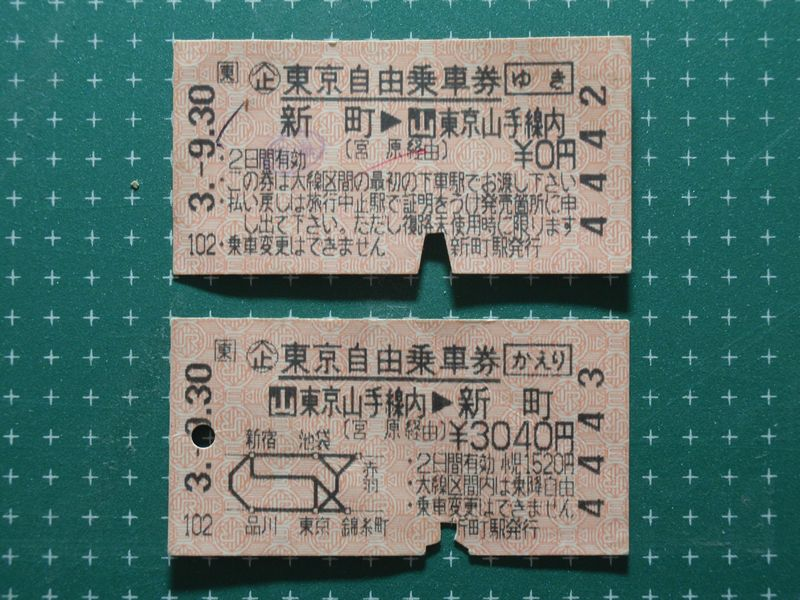
東京自由乗車券（自動券売機で発券）

### 都区内パス・都区内フリーきっぷ（旧・都区内フリー乗車券）系
元々、東京23区内の国鉄線・JR線は利用者の多い区間である。そこで、この区間内を観光、仕事などで1日中頻繁に利用する人の便を図るために東京都区内を1日間乗り降り自由とするフリー乗車券を設定した。かつては都区内以外の駅でも都区内パスを購入することも可能であったが、後に不可能となった。
その内、主に東京都区内及びその周辺、おおむね国電区間→電車特定区間とされる東京駅より50km程度の地域については「国電フリーきっぷ」→「都区内フリーきっぷ」の名称で販売され、有効範囲もおおむね東京都区内相互ないしは出発地 - 東京都区内間の往復となっていたが、2013年3月31日利用分を以って発売を終了した。
京葉線のうち、東京都区内にある新木場駅 - 葛西臨海公園駅間は開業当初は利用できなかった。利用できるようになったのは1990年3月10日に東京駅 - 新木場駅間が開業してからである。

### 都区内・りんかいフリーきっぷ（旧・東京自由乗車券）系
東京駅より51km以上の区間については東京山手線内が「東京電環区間」と称された1944年より1980年代前半まで東京山手線内を一つの発着駅とした普通乗車券を発行したことなどからその代替を兼ね、東京山手線内および付随する東北本線田端駅 - 赤羽駅間および尾久駅・赤羽線各駅・総武本線東京駅 - 錦糸町駅間、秋葉原駅 - 錦糸町駅間を自由乗車区間とする「東京自由乗車券」（とうきょうじゆうじょうしゃけん）が発行されていた。また、東北新幹線・上越新幹線・長野新幹線やエル特急として特別急行列車が頻繁に運行されていた房総地区や常磐線などでは、「Qきっぷ」などにより東京山手線内を目的地とする乗車券と自由席特急券をセットした特別企画乗車券で対応がなされていた。
これら2点を整理・統合し、フリー区間を拡張したものとして2006年3月18日から「都区内・りんかいフリーきっぷ」、東北新幹線・上越新幹線・長野新幹線使用のものについては「新幹線都区内・りんかいフリーきっぷ」とした。「都区内・りんかいフリーきっぷ」では、当初は常磐線については設定がなされなかったが、2007年1月15日より発行が開始された。この他、往復に特急が利用できるものもある。なお、「新幹線都区内・りんかいフリーきっぷ」は2010年3月11日出発分、「都区内・りんかいフリーきっぷ」は2013年3月31日利用開始分を以って、いずれも発売終了になった。
また、東海旅客鉄道（JR東海）東海道新幹線からは、小田原駅・熱海駅発着で東京自由乗車券と同じフリー区間を設定していた「こだま東京フリーきっぷ」を発売していたが、2009年7月16日利用分から「こだま都区内・りんかいフリーきっぷ」に切り替わった。JR東日本発売のフリーきっぷ類の廃止後も残存していたが、2013年7月31日利用開始分を以て発売終了した。

## 通用範囲

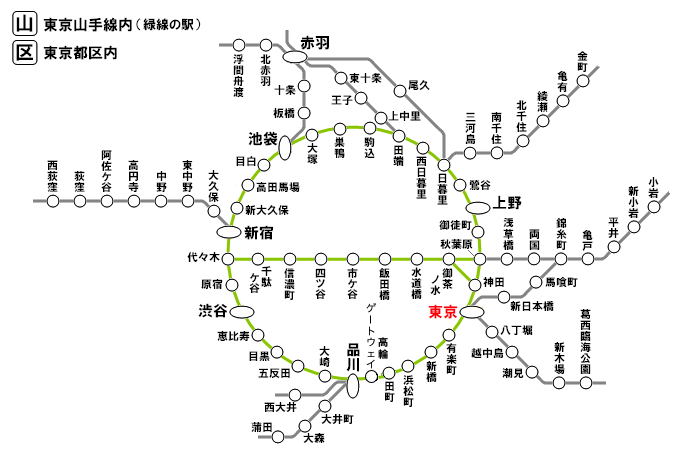
フリーエリア

| 名称       | 出発地         | 発売箇所                                              | 通用範囲                            | 有効期限                                                                                                  |
| ---------- | -------------- | ----------------------------------------------------- | ----------------------------------- | --- |
| 都区内パス | 東京都区内各駅 | 東京都区内各駅および主な旅行会社、モバイルSuicaアプリ | 東京都区内各駅相互 （新幹線を除く） | 指定席券売機での購入の場合は指定した1日間、それ以外の場合は発行日当日（日付を跨ぐ場合、終電まで利用可能） |

### 発売終了
| 名称                                  | 出発地 | 販売地 | 通用地域 | 有効期限・備考 |
| ------------------------------------- | --- | --- | --- | --- |
| 都区内フリーきっぷ                    | 以下の各区間の駅 - 東海道線：川崎駅 - 大船駅間 - 京浜東北・根岸線：川崎駅 - 大船駅間・川口駅 - 大宮駅 - 南武線：各駅 - 横浜線：各駅 - 横須賀線・総武快速線：新川崎駅 - 北鎌倉駅・市川駅 - 千葉駅 - 中央線：吉祥寺駅 - 高尾駅間 - 武蔵野線：各駅 - 青梅線：立川駅 - 青梅駅間 - 五日市線：各駅 - 宇都宮線（東北本線）：浦和駅 - 久喜駅間 - 高崎線：大宮駅 - 北本駅間 - 埼京線・川越線：戸田公園駅 - 大宮駅 - 川越駅間 - 常磐線：松戸駅 - 取手駅間 - 中央・総武緩行線：市川駅 - 千葉駅 - 総武本線千葉地区：千葉駅 - 四街道駅間 - 成田線：我孫子駅 - 新木駅間 - 京葉線：各駅 - 外房線：千葉駅 - 蘇我駅間 - 内房線：蘇我駅 - 八幡宿駅間 | 以下の各区間の駅 - 東海道線：川崎駅 - 大船駅間 - 京浜東北・根岸線：川崎駅 - 大船駅間・川口駅 - 大宮駅 - 南武線：各駅 - 横浜線：各駅 - 横須賀線・総武快速線：新川崎駅 - 北鎌倉駅・市川駅 - 千葉駅 - 中央線：吉祥寺駅 - 高尾駅間 - 武蔵野線：各駅 - 青梅線：立川駅 - 青梅駅間 - 五日市線：各駅 - 宇都宮線（東北本線）：浦和駅 - 久喜駅間 - 高崎線：大宮駅 - 北本駅間 - 埼京線・川越線：戸田公園駅 - 大宮駅 - 川越駅間 - 常磐線：松戸駅 - 取手駅間 - 中央・総武緩行線：市川駅 - 千葉駅 - 総武本線千葉地区：千葉駅 - 四街道駅間 - 成田線：我孫子駅 - 新木駅間 - 京葉線：各駅 - 外房線：千葉駅 - 蘇我駅間 - 内房線：蘇我駅 - 八幡宿駅間 | 東京都区内各駅相互 | 指定席券売機以外の自動券売機の場合は発行日当日、 指定席券売機や窓口の場合は指定した1日間 2013年3月31日利用開始分で発売終了                            |
| おはよう東武・JRフリーきっぷ          | 以下の東武鉄道の各駅 - 日光線：栃木駅・新鹿沼駅・下今市駅・東武日光駅 - 鬼怒川線：鬼怒川温泉駅 | 以下の東武鉄道の各駅 - 日光線：栃木駅・新鹿沼駅・下今市駅・東武日光駅 - 鬼怒川線：鬼怒川温泉駅 | 東京都区内各駅相互 | 「スペーシアきぬがわ」2号乗車日とその翌日。 |
| モノレール&都区内フリーきっぷ         | 以下の東京モノレールの各駅 - 東京モノレール羽田空港線：羽田空港第1ビル駅・羽田空港第2ビル駅 | 東京モノレール羽田空港第1ビル駅・羽田空港第2ビル駅および首都圏以外の主な旅行会社 | 東京都区内各駅相互 | 発行日共2 - 4日間 2013年3月31日利用開始分で発売終了                                                                                                   |
| 都区内・りんかいフリーきっぷ          | 以下の各区間 - 東海道線：藤沢駅 - 熱海駅間 - 伊東線：熱海駅 - 伊東駅間 - 横須賀線：鎌倉駅 - 久里浜駅間 - 相模線：茅ケ崎駅 - 寒川駅間 - 中央本線：相模湖駅 - 小淵沢駅間 - 宇都宮線：東鷲宮駅 - 黒磯駅間 - 東北本線：高久駅 - 黒田原駅間 - 川越線：的場駅 - 武蔵高萩駅間 - 日光線：各駅 - 烏山線：各駅 - 常磐線：藤代駅 - 勝田駅間 - 水戸線：小田林駅 - 宍戸駅間 - 高崎線：鴻巣駅 - 高崎駅間 - 両毛線：各駅 - 上越線：群馬総社駅 - 水上駅間 - 吾妻線：各駅 - 信越本線：高崎駅 - 横川駅間 - 上越新幹線：大宮駅 - 上毛高原駅間 - 長野新幹線：高崎駅・安中榛名駅 - 総武本線：物井駅 - 銚子駅間 - 成田線：佐倉駅 - 松岸駅間・下総松崎駅 - 木下駅間 - 外房線：鎌取駅 - 安房鴨川駅間 - 東金線：各駅 - 内房線：五井駅 - 安房鴨川駅間 - 久留里線：各駅 | 以下の各区間 - 東海道線：藤沢駅 - 熱海駅間 - 伊東線：熱海駅 - 伊東駅間 - 横須賀線：鎌倉駅 - 久里浜駅間 - 相模線：茅ケ崎駅 - 寒川駅間 - 中央本線：相模湖駅 - 小淵沢駅間 - 宇都宮線：東鷲宮駅 - 黒磯駅間 - 東北本線：高久駅 - 黒田原駅間 - 川越線：的場駅 - 武蔵高萩駅間 - 日光線：各駅 - 烏山線：各駅 - 常磐線：藤代駅 - 勝田駅間 - 水戸線：小田林駅 - 宍戸駅間 - 高崎線：鴻巣駅 - 高崎駅間 - 両毛線：各駅 - 上越線：群馬総社駅 - 水上駅間 - 吾妻線：各駅 - 信越本線：高崎駅 - 横川駅間 - 上越新幹線：大宮駅 - 上毛高原駅間 - 長野新幹線：高崎駅・安中榛名駅 - 総武本線：物井駅 - 銚子駅間 - 成田線：佐倉駅 - 松岸駅間・下総松崎駅 - 木下駅間 - 外房線：鎌取駅 - 安房鴨川駅間 - 東金線：各駅 - 内房線：五井駅 - 安房鴨川駅間 - 久留里線：各駅 | - JR東日本：東京都区内各駅相互 - 東京臨海高速鉄道りんかい線：各駅 - 東京モノレール羽田空港線：モノレール浜松町駅 - 天王洲アイル駅間 | 指定席券売機以外の自動券売機の場合は発行日共2日間、指定席券売機や窓口の場合は指定日より2日間 2013年3月31日利用開始分で発売終了                        |
| 外房週末 都区内・りんかいフリーきっぷ | 安房鴨川駅（フリーエリアまでの往復に特急普通車指定席・自由席が利用可能。「成田エクスプレス」は除く） | - 外房線：蘇我駅 - 安房鴨川駅 - 内房線：浜野駅 - 千倉駅 - 久留里駅、東金駅 | - JR東日本：東京都区内各駅相互 - 東京臨海高速鉄道りんかい線：各駅 - 東京モノレール羽田空港線：モノレール浜松町駅 - 天王洲アイル駅間 | 連続する土休日2日間（12月30日・31日・1月2日・3日は土日か祝日・振替休日でない日は対象外）。翌日が平日の場合は1日のみ 2013年3月31日利用開始分で発売終了 |
| 内房週末 都区内・りんかいフリーきっぷ | 大貫駅・青堀駅・君津駅・木更津駅・千倉駅・館山駅（フリーエリアまでの往復に特急普通車指定席・自由席が利用可能。「成田エクスプレス」は除く） | - 外房線：蘇我駅 - 安房鴨川駅 - 内房線：浜野駅 - 千倉駅 - 久留里駅、東金駅 | - JR東日本：東京都区内各駅相互 - 東京臨海高速鉄道りんかい線：各駅 - 東京モノレール羽田空港線：モノレール浜松町駅 - 天王洲アイル駅間 | 連続する土休日2日間（12月30日・31日・1月2日・3日は土日か祝日・振替休日でない日は対象外）。翌日が平日の場合は1日のみ 2013年3月31日利用開始分で発売終了 |
| こだま都区内・りんかいフリーきっぷ    | 東海道新幹線：小田原駅・熱海駅（フリーエリアへの往復に「ひかり」・「こだま」の普通車自由席が利用可能） | 出発駅周辺のJR東日本・JR東海の主な駅、主な旅行会社 | - JR東日本：東京都区内各駅相互 - 東京臨海高速鉄道りんかい線：各駅 - 東京モノレール羽田空港線：モノレール浜松町駅 - 天王洲アイル駅間 | 指定日より2日間。ただし多客期を除く 2013年7月31日利用開始分で発売終了                                                                                 |

## 都区内関係の他の乗車券
東京都区内および吉祥寺駅相互では均一回数乗車券である「東京都区内均一回数券」（とうきょうとくないきんいつかいすうけん）も発行されていたが、これについては東京山手線内相互を発券・有効範囲とする均一回数乗車券である「東京山手線内均一回数券」（とうきょうやまのてせんないきんいつかうすうけん）とともに2000年1月31日を最後に発売終了している。